# Южная тайга Гудзонова залива

Ю́жная тайга́ Гудзо́нова зали́ва (англ. Southern Hudson Bay taiga) — североамериканский континентальный экологический регион тайги, выделяемый Всемирным фондом дикой природы.

## Расположение
Этот экорегион занимает низменности к югу от Гудзонова залива и залива Джеймс. Он покрывает северо-восток Манитобы, весь север Онтарио и восток залива Джеймс в Квебеке, а также остров Акимиски.